# Normalitat
La normalitat és una unitat de concentració utilitzada en química. S'indica amb la lletra N. Està relacionada amb la reacció en la qual participa l'espècie que està en dissolució. Actualment és poc utilitzada.
Es calcula a partir de l'equació: 
{\displaystyle N={\frac {n}{V}}}
on n és el nombre d'equivalents de solut i V el volum de la dissolució en L. Cal per tant definir el concepte d'equivalent en química.

## Equivalent en reaccions àcid-base
En el cas dels àcids és el nombre d'ions oxoni ({\displaystyle H_{3}O^{+}}) que s'obtenen per mol d'àcid en dissolució aquosa segons l'equació química associada:
- {\displaystyle HCl+H_{2}O} {\displaystyle \rightarrow } {\displaystyle H_{3}O^{+}} + {\displaystyle Cl^{-}} 1 equivalent/mol àcid
- {\displaystyle H_{2}S+2H_{2}O} {\displaystyle \rightarrow } {\displaystyle 2H_{3}O^{+}} + {\displaystyle S^{2-}} 2 equivalents/mol d'àcid
- {\displaystyle H_{3}PO_{4}+3H_{2}O} {\displaystyle \rightarrow } {\displaystyle 3H_{3}O^{+}} + {\displaystyle PO_{4}^{3-}} 3 equivalents/mol d'àcid

En el cas de les bases és el nombre d'ions hidroxil ({\displaystyle OH^{-}}) que s'obtenen per mol de base en dissolució aquosa segons l'equació química associada:
- {\displaystyle NaOH_{(}aq)} {\displaystyle \rightarrow } {\displaystyle Na^{+}} + {\displaystyle OH^{-}} 1 equivalent/mol base
- {\displaystyle Mg(OH)_{2}(aq)} {\displaystyle \rightarrow } {\displaystyle Mg^{2+}+} + {\displaystyle 2OH^{-}} 2 equivalents/mol base

## Equivalent en reaccions redox
És el nombre d'electrons implicats en la semirreacció d'oxidació-reducció per cada mol de compost.
- {\displaystyle I_{2}+2e^{-}} {\displaystyle \rightarrow } {\displaystyle 2I^{-}} 2 equivalents/mol {\displaystyle I_{2}} però 1 equivalent/mol {\displaystyle I^{-}}